# Divizia A 1937-1938
La Divizia A 1937-1938 è stata la 26ª edizione del campionato di calcio rumeno, disputato tra il settembre 1937 e l'agosto 1938 e si concluse con la vittoria finale del Ripensia Timișoara, al suo quarto titolo.
Capocannoniere del torneo fu Ludovic Thierjung (Chinezul Timișoara), con 22 reti.

## Formula
Dalla Divizia B 1936-1937 vennero promosse le prime quattro squadre di ogni girone portando così il numero di club partecipanti da 12 a 20 e vennero suddivise in due gironi da 10. Fu disputato un girone di andata e ritorno per un totale di 18 giornate al termine delle quali le prime classificate di ogni raggruppamento vennero qualificate alla finale per il titolo, mentre la reazione politica dei grandi club impose la retrocessione delle ultime cinque classificate di ogni girone in Divizia B per restaurare il girone unico.

## Squadre partecipanti
| Club                         | Città       | Stadio | Posizione 1936-1937      |
| ---------------------------- | ----------- | ------ | ------------------------ |
| AMEF Arad                    | Arad        |        | 4°                       |
| Aripile CFR Brașov           | Brașov      |        | 2° Divizia B serie est   |
| CAO Oradea                   | Oradea      |        | 6°                       |
| Chinezul Timișoara           | Timișoara   |        | 10°                      |
| Crișana Oradea               | Oradea      |        | 11°                      |
| Dacia Unirea Brăila          | Brăila      |        | 3° Divizia B serie est   |
| Dragoș Vodă Cernăuți         | Cernăuți    |        | 4° Divizia B serie est   |
| Gloria Arad                  | Arad        |        | 8°                       |
| Jiul Petroșani               | Petroșani   |        | 2° Divizia B serie ovest |
| Juventus București           | Bucarest    |        | 7°                       |
| Olympia CFR Satu-Mare        | Satu Mare   |        | 4° Divizia B serie ovest |
| Phoenix Baia Mare            | Baia Mare   |        | 1° Divizia B serie ovest |
| Rapid București              | Bucarest    |        | 2°                       |
| Ripensia Timișoara           | Timișoara   |        | 3°                       |
| Sportul Studențesc București | Bucarest    |        | 1° Divizia B serie est   |
| Victoria Cluj                | Cluj Napoca |        | 5°                       |
| Unirea Tricolor București    | Bucarest    |        | 12°                      |
| Universitatea Cluj           | Cluj Napoca |        | 9°                       |
| Venus Bucarest               | Bucarest    |        | Campioni di Romania      |
| Vulturii Textila Lugoj       | Lugoj       |        | 3° Divizia B serie ovest |

## Classifica finale

### Gruppo 1
|  | Pos. | Squadra                   | Pt | G  | V  | N | P  | GF | GS | DR  |
|  | ---- | ------------------------- | -- | -- | -- | - | -- | -- | -- | --- |
|  | 1.   | Rapid Bucarest            | 26 | 18 | 12 | 2 | 4  | 41 | 16 | +25 |
|  | 2.   | AMEF Arad                 | 26 | 18 | 12 | 2 | 4  | 48 | 25 | +23 |
|  | 3.   | Victoria Cluj             | 23 | 18 | 10 | 3 | 5  | 40 | 25 | +15 |
|  | 4.   | Chinezul Timișoara        | 20 | 18 | 9  | 2 | 7  | 57 | 37 | +20 |
|  | 5.   | Phoenix Baia-Mare         | 20 | 18 | 9  | 2 | 7  | 30 | 30 | 0   |
|  | 6.   | Unirea Tricolor București | 18 | 18 | 6  | 6 | 6  | 32 | 36 | -4  |
|  | 7.   | CAO Oradea                | 14 | 18 | 5  | 4 | 9  | 29 | 36 | -7  |
|  | 8.   | Jiul Petroșani            | 14 | 18 | 5  | 4 | 9  | 25 | 43 | -18 |
|  | 9.   | DUIG Brăila               | 10 | 18 | 4  | 2 | 12 | 21 | 48 | -27 |
|  | 10.  | Olimpia CFR Satu-Mare     | 9  | 18 | 2  | 5 | 11 | 13 | 40 | -27 |

Legenda:

      Ammessa alla finale
      Retrocessa in Divizia B
Note:

Due punti a vittoria, uno a pareggio, zero a sconfitta.

### Gruppo 2
|  | Pos. | Squadra                      | Pt | G  | V  | N | P  | GF | GS | DR  |
|  | ---- | ---------------------------- | -- | -- | -- | - | -- | -- | -- | --- |
|  | 1.   | Ripensia Timișoara           | 30 | 18 | 15 | 0 | 3  | 63 | 25 | +38 |
|  | 2.   | Venus Bucarest               | 29 | 18 | 13 | 3 | 2  | 64 | 16 | +48 |
|  | 3.   | Gloria Arad                  | 24 | 18 | 9  | 6 | 3  | 41 | 24 | +17 |
|  | 4.   | Juventus București           | 19 | 18 | 7  | 5 | 6  | 30 | 31 | -1  |
|  | 5.   | Sportul Studențesc București | 18 | 18 | 7  | 4 | 7  | 33 | 34 | -1  |
|  | 6.   | Universitatea Cluj           | 16 | 18 | 7  | 2 | 9  | 33 | 50 | -17 |
|  | 7.   | Vulturii Textila Lugoj       | 14 | 18 | 6  | 2 | 10 | 24 | 41 | -17 |
|  | 8.   | Crișana Oradea               | 11 | 18 | 5  | 1 | 12 | 23 | 40 | -17 |
|  | 9.   | ACFR Brașov                  | 11 | 18 | 4  | 3 | 11 | 26 | 45 | -19 |
|  | 10.  | Dragoș-Vodă Cernăuți         | 8  | 18 | 4  | 0 | 14 | 26 | 57 | -31 |

Legenda:

      Ammessa alla finale
      Retrocessa in Divizia B
Note:

Due punti a vittoria, uno a pareggio, zero a sconfitta.

### Finale
La partita di andata della finale fu disputata il 15 agosto a Bucarest mentre quella di ritorno fu giocata il 22 agosto 1938 a Timișoara.
| Bucarest 15 agosto 1938                                                     | Rapid Bucarest | 0 – 2                                     | Ripensia Timișoara | Stadionul Giulești (6.000 spett.) |
| \| \| \| \| \| \| Marcatori \| 5’ Adalbert Marksteiner 83’ Silviu Bindea \| |                |                                           |                    |                                   |
|                                                                             |                |                                           |                    |                                   |
|                                                                             | Marcatori      | 5’ Adalbert Marksteiner 83’ Silviu Bindea |                    |                                   |

| Timișoara 22 agosto 1938                                       | Ripensia Timișoara | 2 – 0 | Rapid Bucarest | Stadionul Electrica (5.000 spett.) |
| \| \| \| \| \| Oprean 53’ Silviu Bindea 58’ \| Marcatori \| \| |                    |       |                |                                    |
|                                                                |                    |       |                |                                    |
| Oprean 53’ Silviu Bindea 58’                                   | Marcatori          |       |                |                                    |

### Verdetti
- FC Ripensia Timișoara Campione di Romania 1937-38 e qualificata alla Coppa dell'Europa Centrale 1938.
- FC Rapid Bucarești qualificata alla Coppa dell'Europa Centrale 1938.
- Unirea Tricolor București, CAO Oradea, Jiul Petroșani, DUIG Brăila, Olimpia CFR Satu-Mare, U Cluj, Vulturii Textila Lugoj, Crișana Oradea, ACFR Brașov e Dragoș-Vodă Cernăuți retrocesse in Divizia B.